# Nikolaj Golitsyn
Nikolaj Dmitrijevitj Golitsyn (russisk: Николай Дмитриевич Голицын) (født 12. april 1850, død 2. juli 1925) var den sidste ministerpræsident i Det Russiske Kejserrige. 
Golitsyn havde inden sin udnævnelse til ministerpræsident været aktiv i zarina Aleksandra Fjodrovnas velgørenhedsarbejde og havde kun begrænset erfaring med politik. Han udnævntes modvilligt til ministerpræsident 9. januar 1917 og gik af 12. marts samme år i forbindelse med februarrevolutionen, der også fik zar Nikolaj den 2. til at abdicere. 
Golitsyn var efterfølgende ikke politisk aktiv og ernærede sig som skomager og gartner. Trods det blev han arresteret flere gange, blandt andet af GPU. Han blev i 1925 henrettet i Leningrad på grund af påståede kontakter til kontrarevolutionære grupper.
1. ↑  Navnet er anført på engelsk og stammer fra Wikidata hvor navnet endnu ikke findes på dansk.
2. ↑  Navnet er anført på engelsk og stammer fra Wikidata hvor navnet endnu ikke findes på dansk.
3. ↑  Navnet er anført på engelsk og stammer fra Wikidata hvor navnet endnu ikke findes på dansk.